# Florian Beckerhoff
Florian Beckerhoff (* 1976 in Zürich) ist ein deutscher Schriftsteller und Drehbuchautor.

## Leben
Florian Beckerhoff wuchs als Sohn einer Belgierin und eines Deutschen in der damaligen Bundeshauptstadt Bonn auf. Er studierte Literaturwissenschaften an der Freien Universität Berlin und an der Universität von Paris 13 und promovierte anschließend an der Universität Hamburg. Zeitweise war er Dozent an der Uni Hamburg.
Sein Debütroman Frau Ella wurde von Markus Goller mit Matthias Schweighöfer und Ruth Maria Kubitschek verfilmt und kam 2013 in die Kinos. Seine Kinderbuchreihe Nickel und Horn wurde 2018 mit dem Leipziger Lesekompass der Leipziger Buchmesse und der Stiftung Lesen ausgezeichnet.
Beckerhoff lebt in Berlin. Er ist verheiratet mit der Schauspielerin Silke Bodenbender, mit der er einen Sohn (* 2010) sowie eine Tochter (* 2014) hat.

## Werke
Romane
- Frau Ella. List, Berlin 2009, ISBN 978-3-471-35023-2.
- Das Landei. List, Berlin 2011, ISBN 978-3-471-35044-7.
- Karl Konrads heimliches Afrika. List, Berlin 2012, ISBN 978-3-471-35045-4.
- Ein Sofa voller Frauen. Aufbau, Berlin 2014, ISBN 978-3-7466-3042-7.
- Drei nach Norden. Rütten und Loening, Berlin 2015, ISBN 978-3-352-00682-1.
- Herrn Haiduks Laden der Wünsche. HarperCollins, Hamburg 2017, ISBN 978-3-95967-134-7.
- Sommer bei Gesomina. HarperCollins, Hamburg 2019, ISBN 978-3-95967-245-0.

Kinderbücher
- Nickel und Horn 1: Zwei Detektive mit Durchblick. Thienemann Verlag, Stuttgart 2017, ISBN 978-3-522-18436-6.
- Geschwistergespenster. Thienemann Verlag, Stuttgart 2018. ISBN 978-3-522-18465-6.
- Nickel und Horn 2: Sondereinsatz für Frau Perle. Thienemann Verlag, Stuttgart 2019, ISBN 978-3-522-18495-3.
- Nickel und Horn 3: Auf Safari. Thienemann Verlag, Stuttgart 2020, ISBN 978-3-522-18542-4.
- Krawall im Stall. Thienemann Verlag, Stuttgart 2022, ISBN 978-3-522-18523-3.
- Die Schule der verrückten Träume. Thienemann Verlag, Stuttgart 2022, ISBN 978-3-522-18584-4.
- Die Schule der verrückten Träume 2 - So ein Chaos!. Thienemann Verlag, Stuttgart 2023, ISBN 978-3-522-18619-3.
- Harri Häschen fliegt. Carlsen Verlag, Hamburg 2025, ISBN 978-3-551-52198-9.

Anthologien
- Der literarische Party-Guide. Festerfahrungen aus 3000 Jahren Weltliteratur. Eichborn, Berlin 2005, ISBN 3-8218-5765-X.
- Häfen. Eine literarische Kreuzfahrt. Eichborn, Berlin 2008, ISBN 978-3-8218-0962-5.

Sachbücher
- Dumm Gedreht. Fehler und Pannen in 21 Filmklassikern. Lardon, Berlin, 2005, ISBN 3-89769-912-5.
- Monster und Menschen. Verbrechererzählungen zwischen Literatur und Wissenschaft. Königshausen und Neumann, Würzburg 2007, ISBN 978-3-8260-3643-9.